# Squirrel Hill

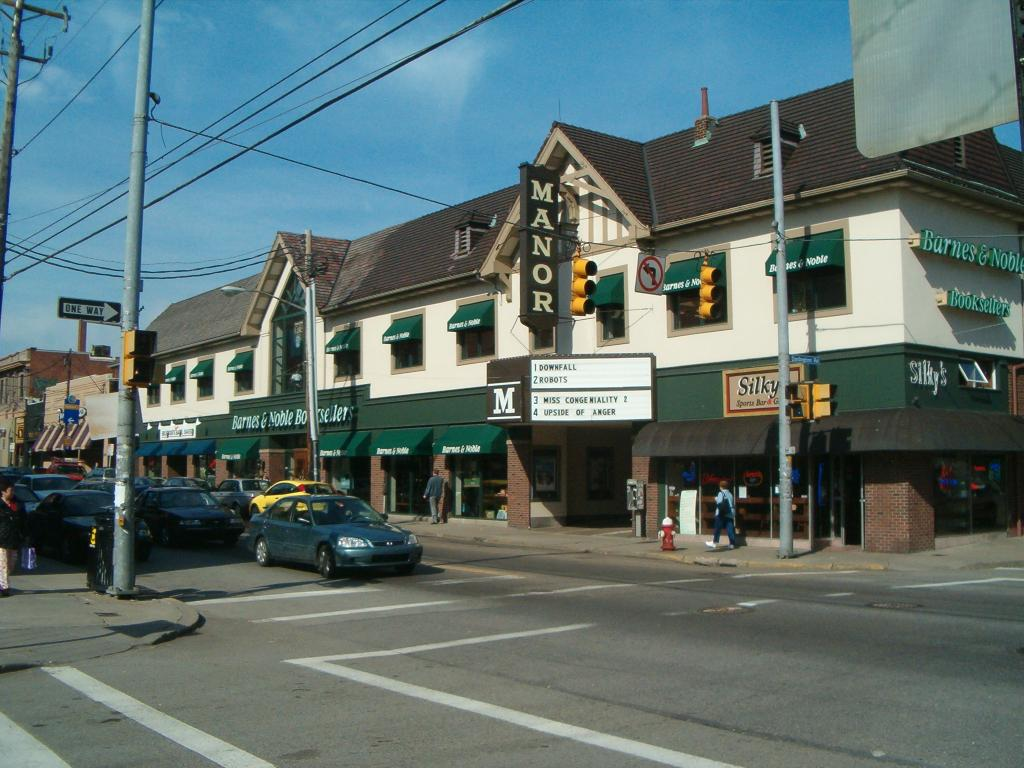
Murray Avenue

Squirrel Hill är en stadsdel och ett bostadsområde i Pittsburgh med 25.902 invånare  som gränsar till bland annat Oakland och Schenley Park i väst, till Shadyside och Point Breeze i norr, till Frick Park i öst och till Greenfield i syd. 
Stadsdelen har en hög andel judiska invånare som sätter sin prägel, ungefär hälften av alla hushåll i Squirrel Hill och närliggande områden är judiska . Längre mot stadsdelen Greenfield ökar det östeuropeiska inslaget. Ett Jewish Community Center  och ett stort antal synagogor och andra judiska institutioner servar de judiska invånarna.
Längs huvudgatorna Forbes Avenue och Murray Avenue finns ett stort antal butiker och restauranger, och korsningen mellan dessa två är Squirrel Hills centrum.